# Copa Libertadores 2019/Faza grupowa
Faza grupowa Copa Libertadores 2019 ma na celu wyłonienie 16 drużyn uprawnionych do gry w fazie pucharowej Copa Libertadores w sezonie 2019, a także 8 drużyn uprawnionych do startu w drugiej rundzie Copa Sudamericana 2019. Rozgrywki wystartowały 5 marca 2019 roku, a zakończą się 25 maja tego samego roku. W każdej z grup, wszystkie zespoły muszą spotkać się ze sobą dwukrotnie, w systemie mecz-rewanż.

## Uczestnicy
Spośród 32 zakwalifikowanych zespołów, 28 miało zagwarantowany udział w fazie grupowej dzięki rezultatom osiągniętym w krajowych rozgrywkach ligowych. Pozostałe 4 drużyny zostały wyłonione w fazie kwalifikacyjnej.

## Podział na koszyki
O podziale na koszyki decydował ranking klubowy CONMEBOL. Przy podziale na koszyki uwzględniono jedynie drużyny, które miały zapewniony start w fazie grupowej, ponieważ losowanie grup odbyło się przed zakończeniem fazy kwalifikacyjnej. W pierwszym koszyku znalazło się siedem najwyżej sklasyfikowanych drużyn + ubiegłoroczny triumfator Copa Libertadores. Do drugiego koszyka trafili zwycięzcy Copa Sudamericana 2018, natomiast w ostatnim koszyku umieszczono cztery najniżej sklasyfikowane ekipy plus miejsca dla czterech drużyn, które wygrały swoje dwumecze w decydującej fazie kwalifikacji.
| Kolory w tabeli                                                                  |
| -------------------------------------------------------------------------------- |
| Zwycięzca Copa Libertadores 2018                                                 |
| Zwycięzca Copa Sudamericana 2018                                                 |
| Zespoły zakwalifikowane do udziału w fazie grupowej poprzez awans z kwalifikacji |

| Koszyk 1                |
| Drużyna (M)             |
| ----------------------- |
| River Plate (1)         |
| CA Boca Juniors (2)     |
| Grêmio Porto Alegre (3) |
| Club Nacional (5)       |
| CA Peñarol (6)          |
| SE Palmeiras (7)        |
| Cruzeiro EC (9)         |
| Olimpia (12)            |

| Koszyk 2                  |
| Drużyna (M)               |
| ------------------------- |
| Athletico Paranaense (53) |
| San Lorenzo (14)          |
| Cerro Porteño (15)        |
| CS Emelec (16)            |
| SC Internacional (25)     |
| CR Flamengo (30)          |
| Universidad Católica (33) |
| Sporting Cristal (35)     |

| Koszyk 3               |
| Drużyna (M)            |
| ---------------------- |
| Jorge Wilstermann (41) |
| Rosario Central (43)   |
| LDU Quito (46)         |
| Atlético Junior (51)   |
| Alianza Lima (55)      |
| Atlético Huracán (59)  |
| Godoy Cruz (60)        |
| Zamora (69)            |

| Koszyk 4                        |
| Drużyna (M)                     |
| ------------------------------- |
| Deportivo Lara (72)             |
| Deportes Tolima (76)            |
| Universidad de Concepción (152) |
| San José (83)                   |
| Atlético Mineiro (10)           |
| Melgar (80)                     |
| Club Libertad (23)              |
| Palestino (84)                  |

## Losowanie
Losowanie grup odbyło się 17 grudnia 2018 roku w Luque. Przed losowaniem zespoły zostały rozdzielone na 4 koszyki zgodnie z pozycją w rankingu CONMEBOL. Podczas losowania dokonano podziału na 8 grup po 4 drużyny każda. Do jednej grupy nie mogły trafić drużyny z tego samego koszyka i federacji, z wyjątkiem drużyn, które uzyskały awans z III rundy kwalifikacyjnej, ponieważ w momencie losowania nie były znane drużyny, które awansują z eliminacji.

## Terminarz
Kolejne kolejki zostały rozegrane według następującego harmonogramu:.
| Runda    | Pierwszy mecz       | Drugi mecz          |
| -------- | ------------------- | ------------------- |
| Termin 1 | 5-7 marca 2019      | 5-7 marca 2019      |
| Termin 2 | 12-14 marca 2019    | 12-14 marca 2019    |
| Termin 3 | 26-28 marca 2019    | 26-28 marca 2019    |
| Termin 4 | 9-11 kwietnia 2019  | 9-11 kwietnia 2019  |
| Termin 5 | 23-25 kwietnia 2019 | 23-25 kwietnia 2019 |
| Termin 6 | 7-9 maja 2019       | 7-9 maja 2019       |

## Grupy
| Kolory w tabeli grup                                                 |
| -------------------------------------------------------------------- |
| Zespoły z miejsc 1. i 2. awansują do 1/8 finału                      |
| Zespół z miejsca 3. awansuje do drugiej rundy Copa Sudamericana 2019 |

Zasady ustalania kolejności w tabeli:
1. liczba zdobytych punktów w całej rundzie;
2. różnica bramek w całej rundzie;
3. łączna liczba bramek zdobytych w całej rundzie;
4. łączna liczba bramek zdobytych na wyjeździe w całej rundzie;
5. miejsce drużyny w rankingu CONMEBOL.

### Grupa A
| Lp. | Drużyna              | M | Z | R | P | Bramki | Bramki | +/– | Pkt |
| --- | -------------------- | - | - | - | - | ------ | ------ | --- | --- |
| 1   | SC Internacional (A) | 6 | 4 | 2 | 0 | 11     | 6      | +5  | 14  |
| 2   | River Plate (A)      | 6 | 2 | 4 | 0 | 10     | 5      | +5  | 10  |
| 3   | Palestino (CS)       | 6 | 2 | 1 | 3 | 7      | 7      | 0   | 7   |
| 4   | Alianza Lima         | 6 | 0 | 1 | 5 | 2      | 12     | −10 | 1   |

|                  | RPL | IPA | ALL | PAL |
| ---------------- | --- | --- | --- | --- |
| River Plate      | –   | 2:2 | 3:0 | 0:0 |
| SC Internacional | 2:2 | –   | 2:0 | 3:2 |
| Alianza Lima     | 1:1 | 0:1 | –   | 1:2 |
| Palestino        | 0:2 | 0:1 | 3:0 | –   |

| 6 marca 2019 23:15 CET | Palestino | 0:1(0:0)Raport | SC Internacional · Rafael Sóbis 82' | Estadio San Carlos de Apoquindo, Santiago Sędzia: Mario Diaz de Vivar |
|                        |           |                |                                     |                                                                       |

| 7 marca 2019 01:30 CET | Alianza Lima · Manzaneda 30' | 1:1(1:0)Raport | River Plate · Ferreira 90+5' | Stadion Narodowy w Limie, Lima Sędzia: Wilmar Roldán |
|                        |                              |                |                              |                                                      |

| 14 marca 2019 01:30 CET | SC Internacional · López 7', 19' | 2:0(2:0)Raport | Alianza Lima | Estádio Beira-Rio, Porto Alegre Sędzia: Jesús Valenzuela |
|                         |                                  |                |              |                                                          |

| 13 marca 2019 02:45 CET | River Plate | 0:0(0:0)Raport | Palestino | Estadio Monumental, Buenos Aires Sędzia: Alexis Herrera |
|                         |             |                |           |                                                         |

| 3 kwietnia 2019 02:30 CET | Palestino · Duclós 35' (sam.) · Passerini 64' · Ahumada 77' | 3:0(1:0)Raport | Alianza Lima | Estadio San Carlos de Apoquindo, Santiago Sędzia: Éber Aquino |
|                           |                                                             |                |              |                                                               |

| 4 kwietnia 2019 00:15 CET | SC Internacional · López 17' · Edenílson 30' | 2:2(2:1)Raport | River Plate · Pratto 41' (k.) · De La Cruz 60' | Estádio Beira-Rio, Porto Alegre Sędzia: Esteban Ostojich |
|                           |                                              |                |                                                |                                                          |

| 10 kwietnia 2019 02:30 CET | SC Internacional · Patrick 10' · Guerrero 21', 65' | 3:2(2:1)Raport | Palestino · Fernández 41' · Passerini 46' | Estádio Beira-Rio, Porto Alegre Sędzia: Carlos Orbe |
|                            |                                                    |                |                                           |                                                     |

| 12 kwietnia 2019 00:00 CET | River Plate · Suárez 14' · Martínez Quarta 53' · De La Cruz 90+2' | 3:0(1:0)Raport | Alianza Lima | Estadio Monumental, Buenos Aires Sędzia: Mario Díaz de Vivar |
|                            |                                                                   |                |              |                                                              |

| 25 kwietnia 2019 00:15 CET | Palestino | 0:2(0:1)Raport | River Plate · Pinola 30' · Fernández 62' | Estadio San Carlos de Apoquindo, Santiago Sędzia: Andrés Rojas |
|                            |           |                |                                          |                                                                |

| 25 kwietnia 2019 02:30 CET | Alianza Lima | 0:1(0:0)Raport | SC Internacional · Rodrigo Moledo 80' | Stadion Narodowy w Limie, Lima Sędzia: Raúl Orosco |
|                            |              |                |                                       |                                                    |

| 8 maja 2019 02:30 CET | River Plate · Álvarez 34' · Pratto 90+3' | 2:2(1:1)Raport | SC Internacional · Rafael Sóbis 43', 58' (k.) | Estadio Monumental, Buenos Aires Sędzia: Piero Maza |
|                       |                                          |                |                                               |                                                     |

| 8 maja 2019 02:30 CET | Alianza Lima · I. González 18' (sam.) | 1:2(1:1)Raport | Palestino · Tarifeño 36', 53' | Stadion Narodowy w Limie, Lima Sędzia: Guillermo Guerrero |
|                       |                                       |                |                               |                                                           |

### Grupa B
| Lp. | Drużyna             | M | Z | R | P | Bramki | Bramki | +/– | Pkt |
| --- | ------------------- | - | - | - | - | ------ | ------ | --- | --- |
| 1   | Cruzeiro EC (A)     | 6 | 5 | 0 | 1 | 11     | 2      | +9  | 15  |
| 2   | CS Emelec (A)       | 6 | 2 | 3 | 1 | 6      | 5      | +1  | 9   |
| 3   | Deportivo Lara (CS) | 6 | 1 | 2 | 3 | 4      | 10     | −6  | 5   |
| 4   | Atlético Huracán    | 6 | 1 | 1 | 4 | 5      | 9      | −4  | 4   |

|                  | CRU | EGU | HUR | DLA |
| ---------------- | --- | --- | --- | --- |
| Cruzeiro EC      | –   | 1:2 | 4:0 | 2:0 |
| CS Emelec        | 0:1 | –   | 0:0 | 2:2 |
| Atlético Huracán | 0:1 | 1:2 | –   | 3:0 |
| Deportivo Lara   | 0:2 | 0:0 | 2:1 | –   |

| 7 marca 2019 23:00 CET | Atlético Huracán | 0:1(0:1)Raport | Cruzeiro EC · Rodriguinho 38' | Estadio Tomás Adolfo Ducó, Buenos Aires Sędzia: Diego Haro |
|                        |                  |                |                               |                                                            |

| 8 marca 2019 20:00 CET | Deportivo Lara | 0:0(0:0)Raport | CS Emelec | Estadio Metropolitano de Cabudare, Cabudare Sędzia: Gery Vargas |
|                        |                |                |           |                                                                 |

| 15 marca 2019 03:00 CET | CS Emelec | 0:0(0:0)Raport | Atlético Huracán | Estadio George Capwell, Guayaquil Sędzia: Éber Aquino |
|                         |           |                |                  |                                                       |

| 28 marca 2019 00:30 CET | Cruzeiro EC · Rodriguinho 7' · Jadson 90+5' | 2:0(1:0)Raport | Deportivo Lara | Estádio Mineirão, Belo Horizonte Sędzia: Piero Maza |
|                         |                                             |                |                |                                                     |

| 4 kwietnia 2019 02:30 CET | Deportivo Lara · Manzano 8' (k.) · Centeno 43' | 2:1(2:0)Raport | Atlético Huracán · Manzano 62' (sam.) | Estadio Metropolitano de Cabudare, Cabudare Sędzia: Víctor Carrillo |
|                           |                                                |                |                                       |                                                                     |

| 4 kwietnia 2019 02:30 CET | CS Emelec | 0:1(0:1)Raport | Cruzeiro EC · Rodriguinho 32' | Estadio George Capwell, Guayaquil Sędzia: Leodán González |
|                           |           |                |                               |                                                           |

| 10 kwietnia 2019 00:15 CET | Cruzeiro EC · Fred 18', 22', 31' · Dodô 82' | 4:0(3:0)Raport | Atlético Huracán | Estádio Mineirão, Belo Horizonte Sędzia: Julio Bascuñán |
|                            |                                             |                |                  |                                                         |

| 12 kwietnia 2019 04:00 CET | CS Emelec · B. Angulo 66', 73' | 2:2(0:0)Raport | Deportivo Lara · Frutos 50' (k.) · F. Vargas 88' | Estadio George Capwell, Guayaquil Sędzia: Esteban Ostojich |
|                            |                                |                |                                                  |                                                            |

| 23 kwietnia 2019 22:00 CET | Deportivo Lara | 0:2(0:1)Raport | Cruzeiro EC · Fred 30' · Sassá 77' (k.) | Estadio Metropolitano de Cabudare, Cabudare Sędzia: Gery Vargas |
|                            |                |                |                                         |                                                                 |

| 24 kwietnia 2019 00:15 CET | Atlético Huracán · Gamba 90+5' | 1:2(0:1)Raport | CS Emelec · Jaime 34' · B. Angulo 71' | Estadio Tomás Adolfo Ducó, Buenos Aires Sędzia: Arnaldo Samaniego |
|                            |                                |                |                                       |                                                                   |

| 9 maja 2019 00:15 CET | Cruzeiro EC · Sassá 66' | 1:2(0:1)Raport | CS Emelec · Fábio 41' (sam.) · B. Angulo 89' (k.) | Estádio Mineirão, Belo Horizonte Sędzia: Andrés Rojas |
|                       |                         |                |                                                   |                                                       |

| 9 maja 2019 00:15 CET | Atlético Huracán · Gamba 23' · Chávez 28', 64' | 3:0(2:0)Raport | Deportivo Lara | Estadio Tomás Adolfo Ducó, Buenos Aires Sędzia: Víctor Carrillo |
|                       |                                                |                |                |                                                                 |

### Grupa C
| Lp. | Drużyna                   | M | Z | R | P | Bramki | Bramki | +/– | Pkt |
| --- | ------------------------- | - | - | - | - | ------ | ------ | --- | --- |
| 1   | Olimpia (A)               | 6 | 2 | 3 | 1 | 9      | 6      | +3  | 9   |
| 2   | Godoy Cruz (A)            | 6 | 2 | 3 | 1 | 5      | 3      | +2  | 9   |
| 3   | Sporting Cristal (CS)     | 6 | 2 | 1 | 3 | 8      | 11     | −3  | 7   |
| 4   | Universidad de Concepción | 6 | 1 | 3 | 2 | 9      | 11     | −2  | 6   |

|                           | OLA | SCR | GOD | UCO |
| ------------------------- | --- | --- | --- | --- |
| Olimpia                   | –   | 0:1 | 2:1 | 1:1 |
| Sporting Cristal          | 0:3 | –   | 1:1 | 2:0 |
| Godoy Cruz                | 0:0 | 2:0 | –   | 1:0 |
| Universidad de Concepción | 3:3 | 5:4 | 0:0 | –   |

| 5 marca 2019 23:15 CET | Godoy Cruz | 0:0(0:0)Raport | Olimpia | Estadio Malvinas Argentinas, Mendoza Sędzia: Raphael Claus |
|                        |            |                |         |                                                            |

| 6 marca 2019 23:15 CET | Universidad de Concepción · Rubio 45+1', 50', 80', 90+2' · Orellana 71' | 5:4(1:0)Raport | Sporting Cristal · Gonzales 55' · Palacios 58', 86' · Herrera 85' | Estadio Municipal de Concepción, Concepción Sędzia: Nicolás Gallo |
|                        |                                                                         |                |                                                                   |                                                                   |

| 12 marca 2019 23:15 CET | Olimpia · Viudez 15' | 1:1(1:1)Raport | Universidad de Concepción · Orellana 28' | Estadio Defensores del Chaco, Asunción Sędzia: Wilton Sampaio |
|                         |                      |                |                                          |                                                               |

| 13 marca 2019 01:30 CET | Sporting Cristal · Herrera 2' | 1:1(1:1)Raport | Godoy Cruz · Cardona 14' | Stadion Narodowy w Limie, Lima Sędzia: Anderson Daronco |
|                         |                               |                |                          |                                                         |

| 4 kwietnia 2019 00:15 CET | Universidad de Concepción | 0:0(0:0)Raport | Godoy Cruz | Estadio Municipal de Concepción, Concepción Sędzia: Bráulio Machado |
|                           |                           |                |            |                                                                     |

| 5 kwietnia 2019 04:00 CET | Sporting Cristal | 0:3(0:0)Raport | Olimpia · Santa Cruz 52' · Mendieta 54' · Rojas 79' | Stadion Narodowy w Limie, Lima Sędzia: Andrés Rojas |
|                           |                  |                |                                                     |                                                     |

| 10 kwietnia 2019 00:15 CET | Olimpia · Camacho 19', 45+3' | 2:1(2:0)Raport | Godoy Cruz · García 90+3' | Estadio Defensores del Chaco, Asunción Sędzia: Anderson Daronco |
|                            |                              |                |                           |                                                                 |

| 11 kwietnia 2019 00:15 CET | Sporting Cristal · Palacios 30' · Merlo 33' | 2:0(2:0)Raport | Universidad de Concepción | Stadion Narodowy w Limie, Lima Sędzia: Leodán González |
|                            |                                             |                |                           |                                                        |

| 24 kwietnia 2019 00:15 CET | Universidad de Concepción · Cordero 8' (k.) · Rubio 39' · Ballón 73' | 3:3(2:0)Raport | Olimpia · Santa Cruz 54' · Camacho 63' · Ortiz 90+1' | Estadio Municipal de Concepción, Concepción Sędzia: Wilmar Roldán |
|                            |                                                                      |                |                                                      |                                                                   |

| 24 kwietnia 2019 02:30 CET | Godoy Cruz · Viera 45+1' (k.) · Lucero 47' | 2:0(1:0)Raport | Sporting Cristal | Estadio Malvinas Argentinas, Mendoza Sędzia: Jesús Valenzuela |
|                            |                                            |                |                  |                                                               |

| 10 maja 2019 00:15 CET | Olimpia | 0:1(0:1)Raport | Sporting Cristal · Palacios 44' | Estadio Defensores del Chaco, Asunción Sędzia: Raphael Claus |
|                        |         |                |                                 |                                                              |

| 10 maja 2019 00:15 CET | Godoy Cruz · González 24' | 1:0(1:0)Raport | Universidad de Concepción | Estadio Malvinas Argentinas, Mendoza Sędzia: Wilton Sampaio |
|                        |                           |                |                           |                                                             |

### Grupa D
| Lp. | Drużyna         | M | Z | R | P | Bramki | Bramki | +/– | Pkt |
| --- | --------------- | - | - | - | - | ------ | ------ | --- | --- |
| 1   | CR Flamengo (A) | 6 | 3 | 1 | 2 | 11     | 5      | +6  | 10  |
| 2   | LDU Quito (A)   | 6 | 3 | 1 | 2 | 12     | 8      | +4  | 10  |
| 3   | CA Peñarol (CS) | 6 | 3 | 1 | 2 | 7      | 5      | +2  | 10  |
| 4   | San José        | 6 | 1 | 1 | 4 | 7      | 19     | −12 | 4   |

|             | CAP | FLA | LDU | SJO |
| ----------- | --- | --- | --- | --- |
| CA Peñarol  | –   | 0:0 | 1:0 | 4:0 |
| CR Flamengo | 0:1 | –   | 3:1 | 6:1 |
| LDU Quito   | 2:0 | 2:1 | –   | 4:0 |
| San José    | 3:1 | 0:1 | 3:3 | –   |

| 5 marca 2019 23:15 CET | San José | 0:1(0:0)Raport | CR Flamengo · Gabriel Barbosa 58' | Estadio Jesús Bermúdez, Oruro Sędzia: Néstor Pitana |
|                        |          |                |                                   |                                                     |

| 8 marca 2019 01:00 CET | LDU Quito · Freire 25' · Aguirre 81' | 2:0(1:0)Raport | CA Peñarol | Estadio Rodrigo Paz Delgado, Quito Sędzia: Fernando Rapallini |
|                        |                                      |                |            |                                                               |

| 14 marca 2019 01:30 CET | CR Flamengo · Everton Ribeiro 8' · Gabriel Barbosa 68' · Uribe 80' | 3:1(1:0)Raport | LDU Quito · Martínez Borja 90+1' (k.) | Maracanã, Rio de Janeiro Sędzia: Germán Delfino |
|                         |                                                                    |                |                                       |                                                 |

| 14 marca 2019 23:00 CET | CA Peñarol · Viatri 2', 48' · Lema 22' · Canobbio 36' | 4:0(3:0)Raport | San José | Estadio Campeón del Siglo, Montevideo Sędzia: José Argote |
|                         |                                                       |                |          |                                                           |

| 3 kwietnia 2019 00:15 CET | San José · Saucedo 29' · Cruz 70' (sam.) · Ramallo 76' | 3:3(1:2)Raport | LDU Quito · Anangonó 24' · Mena 39' (sam.), 68' (sam.) | Estadio Jesús Bermúdez, Oruro Sędzia: Arnaldo Samaniego |
|                           |                                                        |                |                                                        |                                                         |

| 4 kwietnia 2019 02:30 CET | CR Flamengo | 0:1(0:0)Raport | CA Peñarol · Viatri 87' | Maracanã, Rio de Janeiro Sędzia: Patricio Loustau |
|                           |             |                |                         |                                                   |

| 10 kwietnia 2019 02:30 CET | CA Peñarol · C. Rodríguez 69' | 1:0(0:0)Raport | LDU Quito | Estadio Campeón del Siglo, Montevideo Sędzia: Alexis Herrera |
|                            |                               |                |           |                                                              |

| 12 kwietnia 2019 02:00 CET | CR Flamengo · Diego 2' · Everton Ribeiro 30', 79' · De Arrascaeta 56' · Vitinho 83' (k.) · Gutiérrez 88' (sam.) | 6:1(2:1)Raport | San José · Saucedo 18' | Maracanã, Rio de Janeiro Sędzia: Piero Maza |
|                            | |                |                        |                                             |

| 25 kwietnia 2019 02:30 CET | San José · Mena 55' · Saucedo 72' (k.) · Sanguinetti 87' | 3:1(0:0)Raport | CA Peñarol · Mena 82' (sam.) | Estadio Jesús Bermúdez, Oruro Sędzia: Germán Delfino |
|                            |                                                          |                |                              |                                                      |

| 25 kwietnia 2019 02:30 CET | LDU Quito · Anangonó 45+2' · Chicaiza 72' | 2:1(1:1)Raport | CR Flamengo · Bruno Henrique 18' | Estadio Rodrigo Paz Delgado, Quito Sędzia: Néstor Pitana |
|                            |                                           |                |                                  |                                                          |

| 9 maja 2019 02:30 CET | CA Peñarol | 0:0(0:0)Raport | CR Flamengo | Estadio Campeón del Siglo, Montevideo Sędzia: Roberto Tobar |
|                       |            |                |             |                                                             |

| 9 maja 2019 02:30 CET | LDU Quito · Martínez Borja 64' · A. Julio 67', 73', 87' | 4:0(0:0)Raport | San José | Estadio Rodrigo Paz Delgado, Quito Sędzia: José Argote |
|                       |                                                         |                |          |                                                        |

### Grupa E
| Lp. | Drużyna               | M | Z | R | P | Bramki | Bramki | +/– | Pkt |
| --- | --------------------- | - | - | - | - | ------ | ------ | --- | --- |
| 1   | Cerro Porteño (A)     | 6 | 4 | 1 | 1 | 10     | 5      | +5  | 13  |
| 2   | Club Nacional (A)     | 6 | 4 | 1 | 1 | 5      | 2      | +3  | 13  |
| 3   | Atlético Mineiro (CS) | 6 | 2 | 0 | 4 | 6      | 10     | −4  | 6   |
| 4   | Zamora                | 6 | 1 | 0 | 5 | 6      | 10     | −4  | 3   |

|                  | CNA | CER | ZAM | ATM |
| ---------------- | --- | --- | --- | --- |
| Club Nacional    | –   | 1:1 | 1:0 | 1:0 |
| Cerro Porteño    | 1:0 | –   | 2:1 | 4:1 |
| Zamora           | 0:1 | 2:1 | –   | 1:2 |
| Atlético Mineiro | 0:1 | 0:1 | 3:2 | –   |

| 6 marca 2019 23:15 CET | Atlético Mineiro | 0:1(0:0)Raport | Cerro Porteño · Churín 77' | Estádio Mineirão, Belo Horizonte Sędzia: Mauro Vigliano |
|                        |                  |                |                            |                                                         |

| 7 marca 2019 01:30 CET | Zamora | 0:1(0:1)Raport | Club Nacional · Bergessio 23' | Estadio Agustín Tovar, Barinas Sędzia: Víctor Carrillo |
|                        |        |                |                               |                                                        |

| 13 marca 2019 01:30 CET | Club Nacional · Bergessio 71' | 1:0(0:0)Raport | Atlético Mineiro | Estadio Gran Parque Central, Montevideo Sędzia: Roberto Tobar |
|                         |                               |                |                  |                                                               |

| 13 marca 2019 23:15 CET | Cerro Porteño · Valdez 19', 48' | 2:1(1:0)Raport | Zamora · Paiva 52' | Estadio General Pablo Rojas, Asunción Sędzia: Facundo Tello |
|                         |                                 |                |                    |                                                             |

| 3 kwietnia 2019 00:15 CET | Cerro Porteño · Cáceres 26' | 1:0(1:0)Raport | Club Nacional | Estadio General Pablo Rojas, Asunción Sędzia: Néstor Pitana |
|                           |                             |                |               |                                                             |

| 4 kwietnia 2019 00:15 CET | Atlético Mineiro · Maicon Bolt 50' · Vinícius Goes 71' · Fábio Santos 79' (k.) | 3:2(0:2)Raport | Zamora · Gallardo 16' · Paiva 44' | Estádio Mineirão, Belo Horizonte Sędzia: Gery Vargas |
|                           |                                                                                |                |                                   |                                                      |

| 11 kwietnia 2019 00:15 CET | Club Nacional · Bergessio 50' | 1:0(0:0)Raport | Zamora | Estadio Gran Parque Central, Montevideo Sędzia: Fernando Espinoza |
|                            |                               |                |        |                                                                   |

| 11 kwietnia 2019 00:15 CET | Cerro Porteño · Aguilar 30' · Carrizo 33' · Cáceres 36' · Larrivey 43' | 4:1(4:1)Raport | Atlético Mineiro · Ricardo Oliveira 18' | Estadio General Pablo Rojas, Asunción Sędzia: Wilmar Roldán |
|                            |                                                                        |                |                                         |                                                             |

| 24 kwietnia 2019 02:30 CET | Atlético Mineiro | 0:1(0:0)Raport | Club Nacional · Carballo 87' | Estádio Mineirão, Belo Horizonte Sędzia: Fernando Rapallini |
|                            |                  |                |                              |                                                             |

| 25 kwietnia 2019 22:00 CET | Zamora · I. González 45' (k.) · Ramírez 50' | 2:1(1:0)Raport | Cerro Porteño · Valdez 57' | Estadio Agustín Tovar, Barinas Sędzia: Guillermo Guerrero |
|                            |                                             |                |                            |                                                           |

| 8 maja 2019 00:15 CET | Club Nacional · Amaral 58' | 1:1(0:1)Raport | Cerro Porteño · Arzamendia 45+1' | Estadio Gran Parque Central, Montevideo Sędzia: Alexis Herrera |
|                       |                            |                |                                  |                                                                |

| 8 maja 2019 00:15 CET | Zamora · I. González 58' (k.) | 1:2(0:2)Raport | Atlético Mineiro · Alerrandro 24', 35' | Estadio Agustín Tovar, Barinas Sędzia: Carlos Herrera |
|                       |                               |                |                                        |                                                       |

### Grupa F
| Lp. | Drużyna          | M | Z | R | P | Bramki | Bramki | +/– | Pkt |
| --- | ---------------- | - | - | - | - | ------ | ------ | --- | --- |
| 1   | SE Palmeiras (A) | 6 | 5 | 0 | 1 | 13     | 1      | +12 | 15  |
| 2   | San Lorenzo (A)  | 6 | 3 | 1 | 2 | 4      | 2      | +2  | 10  |
| 3   | Melgar (CS)      | 6 | 2 | 1 | 3 | 2      | 9      | −7  | 7   |
| 4   | Atlético Junior  | 6 | 1 | 0 | 5 | 1      | 8      | −7  | 3   |

|                 | PAL | SAL | ATJ | MEL |
| --------------- | --- | --- | --- | --- |
| SE Palmeiras    | –   | 1:0 | 3:0 | 3:0 |
| San Lorenzo     | 1:0 | –   | 1:0 | 2:0 |
| Atlético Junior | 0:2 | 1:0 | –   | 0:1 |
| Melgar          | 0:4 | 0:0 | 1:0 | –   |

| 5 marca 2019 23:15 CET | Melgar | 0:0(0:0)Raport | San Lorenzo | Estadio Monumental Virgen de Chapi, Arequipa Sędzia: Alexis Herrera |
|                        |        |                |             |                                                                     |

| 7 marca 2019 01:30 CET | Atlético Junior | 0:2(0:1)Raport | SE Palmeiras · Scarpa 10' · Rocha 90+1' | Estadio Metropolitano Roberto Meléndez, Barranquilla Sędzia: Daniel Fedorczuk |
|                        |                 |                |                                         |                                                                               |

| 12 marca 2019 23:15 CET | SE Palmeiras · Felipe Melo 24' · Goulart 53' · Deyverson 70' | 3:0(1:0)Raport | Melgar | Allianz Parque, São Paulo Sędzia: Mario Díaz de Vivar |
|                         |                                                              |                |        |                                                       |

| 13 marca 2019 23:15 CET | San Lorenzo · Martínez 77' | 1:0(0:0)Raport | Atlético Junior | Estadio Pedro Bidegain, Buenos Aires Sędzia: Arnaldo Samaniego |
|                         |                            |                |                 |                                                                |

| 3 kwietnia 2019 00:15 CET | San Lorenzo · Herrera 50' | 1:0(0:0)Raport | SE Palmeiras | Estadio Pedro Bidegain, Buenos Aires Sędzia: Julio Bascuñán |
|                           |                           |                |              |                                                             |

| 3 kwietnia 2019 02:30 CET | Melgar · Carmona 71' | 1:0(0:0)Raport | Atlético Junior | Estadio Monumental Virgen de Chapi, Arequipa Sędzia: Jesús Valenzuela |
|                           |                      |                |                 |                                                                       |

| 10 kwietnia 2019 02:30 CET | San Lorenzo · Rodríguez 45' · Barrios 87' | 2:0(1:0)Raport | Melgar | Estadio Pedro Bidegain, Buenos Aires Sędzia: Éber Aquino |
|                            |                                           |                |        |                                                          |

| 11 kwietnia 2019 02:30 CET | SE Palmeiras · Deyverson 19' · Dudu 54' · Hyoran 88' | 3:0(1:0)Raport | Atlético Junior | Allianz Parque, São Paulo Sędzia: Roberto Tobar |
|                            |                                                      |                |                 |                                                 |

| 26 kwietnia 2019 02:00 CET | Atlético Junior · Rangel 12' | 1:0(1:0)Raport | San Lorenzo | Estadio Metropolitano Roberto Meléndez, Barranquilla Sędzia: Leodán González |
|                            |                              |                |             |                                                                              |

| 26 kwietnia 2019 04:00 CET | Melgar | 0:4(0:2)Raport | SE Palmeiras · Gómez 8' · Scarpa 21', 67' · Moisés 80' | Estadio Monumental Virgen de Chapi, Arequipa Sędzia: Carlos Orbe |
|                            |        |                |                                                        |                                                                  |

| 9 maja 2019 02:30 CET | SE Palmeiras · Scarpa 69' | 1:0(0:0)Raport | San Lorenzo | Allianz Parque, São Paulo Sędzia: Gery Vargas |
|                       |                           |                |             |                                               |

| 9 maja 2019 02:30 CET | Atlético Junior | 0:1(0:1)Raport | Melgar · Cuesta 16' | Estadio Metropolitano Roberto Meléndez, Barranquilla Sędzia: Darío Herrera |
|                       |                 |                |                     |                                                                            |

### Grupa G
| Lp. | Drużyna                  | M | Z | R | P | Bramki | Bramki | +/– | Pkt |
| --- | ------------------------ | - | - | - | - | ------ | ------ | --- | --- |
| 1   | CA Boca Juniors (A)      | 6 | 3 | 2 | 1 | 11     | 6      | +5  | 11  |
| 2   | Athletico Paranaense (A) | 6 | 3 | 0 | 3 | 11     | 6      | +5  | 9   |
| 3   | Deportes Tolima (CS)     | 6 | 2 | 2 | 2 | 7      | 8      | −1  | 8   |
| 4   | Jorge Wilstermann        | 6 | 1 | 2 | 3 | 5      | 14     | −9  | 5   |

|                      | BJU | ATP | WIL | DTO |
| -------------------- | --- | --- | --- | --- |
| CA Boca Juniors      | –   | 2:1 | 4:0 | 3:0 |
| Athletico Paranaense | 3:0 | –   | 4:0 | 1:0 |
| Jorge Wilstermann    | 0:0 | 3:2 | –   | 0:2 |
| Deportes Tolima      | 2:2 | 1:0 | 2:2 | –   |

| 6 marca 2019 01:30 CET | Deportes Tolima · Banguero 29' | 1:0(1:0)Raport | Athletico Paranaense | Estadio Manuel Murillo Toro, Ibagué Sędzia: Piero Maza |
|                        |                                |                |                      |                                                        |

| 6 marca 2019 01:30 CET | Jorge Wilstermann | 0:0(0:0)Raport | CA Boca Juniors | Estadio Félix Capriles, Cochabamba Sędzia: Julio Bascuñán |
|                        |                   |                |                 |                                                           |

| 12 marca 2019 23:15 CET | CA Boca Juniors · Pérez 47' (sam.) · Benedetto 55' · Zárate 59' | 3:0(0:0)Raport | Deportes Tolima | Estadio Alberto J. Armando, Buenos Aires Sędzia: Esteban Ostojich |
|                         |                                                                 |                |                 |                                                                   |

| 15 marca 2019 01:00 CET | Athletico Paranaense · Ruben 32' · Andrade 36' · Lodi 49' · Bruno Guimarães 87' | 4:0(2:0)Raport | Jorge Wilstermann | Estádio Joaquim Américo Guimarães, Kurytyba Sędzia: Carlos Orbe |
|                         |                                                                                 |                |                   |                                                                 |

| 3 kwietnia 2019 02:30 CET | Athletico Paranaense · Ruben 35', 68', 80' | 3:0(1:0)Raport | CA Boca Juniors | Estádio Joaquim Américo Guimarães, Kurytyba Sędzia: Roberto Tobar |
|                           |                                            |                |                 |                                                                   |

| 4 kwietnia 2019 02:30 CET | Deportes Tolima · Pérez 5', 59' | 2:2(1:0)Raport | Jorge Wilstermann · Pedriel 74', 80' | Estadio Manuel Murillo Toro, Ibagué Sędzia: Alexis Herrera |
|                           |                                 |                |                                      |                                                            |

| 10 kwietnia 2019 00:15 CET | Athletico Paranaense · Bruno Guimarães 78' | 1:0(0:0)Raport | Deportes Tolima | Estádio Joaquim Américo Guimarães, Kurytyba Sędzia: Jesús Valenzuela |
|                            |                                            |                |                 |                                                                      |

| 11 kwietnia 2019 02:30 CET | CA Boca Juniors · Reynoso 35' · Benedetto 62' (k.) · Zárate 84', 90+4' | 4:0(1:0)Raport | Jorge Wilstermann | Estadio Alberto J. Armando, Buenos Aires Sędzia: Diego Haro |
|                            |                                                                        |                |                   |                                                             |

| 25 kwietnia 2019 00:15 CET | Jorge Wilstermann · Pedriel 22' · Ortíz 50' (k.) · Melgar 87' (k.) | 3:2(1:1)Raport | Athletico Paranaense · Ballivián 40' (sam.) · Ruben 56' (k.) | Estadio Félix Capriles, Cochabamba Sędzia: Mario Díaz de Vivar |
|                            |                                                                    |                |                                                              |                                                                |

| 25 kwietnia 2019 02:30 CET | Deportes Tolima · Castro 12' · Pérez 20' | 2:2(2:2)Raport | CA Boca Juniors · Zárate 34' · Benedetto 43' (k.) | Estadio Manuel Murillo Toro, Ibagué Sędzia: Víctor Carrillo |
|                            |                                          |                |                                                   |                                                             |

| 10 maja 2019 02:30 CET | CA Boca Juniors · López 71' · Tévez 90+4' | 2:1(0:0)Raport | Athletico Paranaense · Ruben 65' | Estadio Alberto J. Armando, Buenos Aires Sędzia: Carlos Orbe |
|                        |                                           |                |                                  |                                                              |

| 10 maja 2019 02:30 CET | Jorge Wilstermann | 0:2(0:1)Raport | Deportes Tolima · Pérez 17' · Castro 61' | Estadio Félix Capriles, Cochabamba Sędzia: Arnaldo Samaniego |
|                        |                   |                |                                          |                                                              |

### Grupa H
| Lp. | Drużyna                   | M | Z | R | P | Bramki | Bramki | +/– | Pkt |
| --- | ------------------------- | - | - | - | - | ------ | ------ | --- | --- |
| 1   | Club Libertad (A)         | 6 | 4 | 0 | 2 | 11     | 7      | +4  | 12  |
| 2   | Grêmio Porto Alegre (A)   | 6 | 3 | 1 | 2 | 8      | 4      | +4  | 10  |
| 3   | Universidad Católica (CS) | 6 | 2 | 1 | 3 | 7      | 11     | −4  | 7   |
| 4   | Rosario Central           | 6 | 1 | 2 | 3 | 6      | 10     | −4  | 5   |

|                      | GPA | UCS | ROS | LIB |
| -------------------- | --- | --- | --- | --- |
| Grêmio Porto Alegre  | –   | 2:0 | 3:1 | 0:1 |
| Universidad Católica | 1:0 | –   | 2:1 | 2:3 |
| Rosario Central      | 1:1 | 1:1 | –   | 2:1 |
| Club Libertad        | 0:2 | 4:1 | 2:0 | –   |

| 6 marca 2019 01:30 CET | Club Libertad · Martínez 1', 3' · Bareiro 73' · Cougo 90+3' | 4:1(2:1)Raport | Universidad Católica · Aued 37' (k.) | Estadio Defensores del Chaco, Asunción Sędzia: Jesús Valenzuela |
|                        |                                                             |                |                                      |                                                                 |

| 7 marca 2019 01:30 CET | Rosario Central · Zampedri 2' | 1:1(1:1)Raport | Grêmio Porto Alegre · Everton 12' | Estadio Gigante de Arroyito, Rosario Sędzia: Roddy Zambrano |
|                        |                               |                |                                   |                                                             |

| 13 marca 2019 01:30 CET | Grêmio Porto Alegre | 0:1(0:1)Raport | Club Libertad · Bareiro 45+2' | Arena do Grêmio, Porto Alegre Sędzia: Diego Haro |
|                         |                     |                |                               |                                                  |

| 14 marca 2019 01:30 CET | Universidad Católica · Puch 27' · Aued 90+5' (k.) | 2:1(1:0)Raport | Rosario Central · Vergara 90+1' | Estadio San Carlos de Apoquindo, Santiago Sędzia: Víctor Carrillo |
|                         |                                                   |                |                                 |                                                                   |

| 5 kwietnia 2019 00:00 CET | Universidad Católica · Sáez 16' | 1:0(1:0)Raport | Grêmio Porto Alegre | Estadio San Carlos de Apoquindo, Santiago Sędzia: Wilmar Roldán |
|                           |                                 |                |                     |                                                                 |

| 5 kwietnia 2019 02:00 CET | Club Libertad · Espinoza 46' · Recalde 68' | 2:0(0:0)Raport | Rosario Central | Estadio Defensores del Chaco, Asunción Sędzia: Carlos Orbe |
|                           |                                            |                |                 |                                                            |

| 11 kwietnia 2019 02:30 CET | Universidad Católica · Puch 7' · Sáez 90+4' | 2:3(1:2)Raport | Club Libertad · Recalde 43' · Cardozo 45' · Cardozo Lucena 83' | Estadio San Carlos de Apoquindo, Santiago Sędzia: Gery Vargas |
|                            |                                             |                |                                                                |                                                               |

| 11 kwietnia 2019 02:30 CET | Grêmio Porto Alegre · Jean Pyerre 30' · Leonardo Gomes 54', 82' | 3:1(1:0)Raport | Rosario Central · Aguirre 87' | Arena do Grêmio, Porto Alegre Sędzia: Andrés Rojas |
|                            |                                                                 |                |                               |                                                    |

| 23 kwietnia 2019 23:15 CET | Club Libertad | 0:2(0:1)Raport | Grêmio Porto Alegre · Everton 28', 83' | Estadio Defensores del Chaco, Asunción Sędzia: Alexis Herrera |
|                            |               |                |                                        |                                                               |

| 25 kwietnia 2019 00:15 CET | Rosario Central · Fuenzalida 79' (sam.) | 1:1(0:1)Raport | Universidad Católica · Fuentes 23' | Estadio Gigante de Arroyito, Rosario Sędzia: Esteban Ostojich |
|                            |                                         |                |                                    |                                                               |

| 9 maja 2019 00:15 CET | Grêmio Porto Alegre · Alisson 22' · Thaciano 76' | 2:0(1:0)Raport | Universidad Católica | Arena do Grêmio, Porto Alegre Sędzia: Néstor Pitana |
|                       |                                                  |                |                      |                                                     |

| 9 maja 2019 00:15 CET | Rosario Central · Pereyra 19' · Riaño 70' | 2:1(1:0)Raport | Club Libertad · Cardozo 49' (k.) | Estadio Gigante de Arroyito, Rosario Sędzia: Ángel Arteaga |
|                       |                                           |                |                                  |                                                            |